# Battaglia di Buzenval
La battaglia di Buzenval fu parte dell'assedio di Parigi portato avanti dai tedeschi durante la guerra franco-prussiana.
Il 19 gennaio 1871, il giorno successivo all'incoronazione di Guglielmo I di Germania a imperatore tedesco, il generale francese Louis-Jules Trochu attaccò gli assedianti ad est di Parigi, nel parco di Buzenval, riuscendo ad occupare la città di Saint-Cloud, non troppo lontana dal nuovo quartier generale dei loro nemici, situato a Versailles. Trochu riuscì a tenere la posizione per quasi una giornata, ma l'incapacità di altre truppe a lui vicine permise al principe ereditario Federico di rigettarlo dentro la capitale.
Buzenval fu l'ultimo tentativo da parte degli assediati di rompere l'accerchiamento nemico e dimostrò che truppe poco addestrate e costituite in gran parte da volontari e mobiles, come nel caso della guarnigione parigina, non erano in grado di affrontare con successo un esercito ben organizzato e comandato come quello tedesco; in seguito a questa disfatta, inoltre, il comando militare di Parigi passò a Joseph Vinoy, ma la città dovette cedere le armi una decina di giorni dopo.

## Storia
Con l'assedio che durava dal 19 settembre 1870, la situazione per Parigi appariva ormai seriamente critica. I bombardamenti tedeschi erano aumentati di intensità e il cibo scarseggiava drammaticamente. Il 15 gennaio 1871, durante una riunione del consiglio dei ministri, si cominciò a discutere con preoccupazione sulla capitolazione e di tutte le conseguenze implicite e sull'idea di condurre un ultimo attacco in massa, fortemente richiesto da molte parti, nel tentativo di rompere l'assedio.
All'alba del 19 gennaio (un colpo di cannone sparato alle ore 06:00 diede avvio all'operazione) circa 90 000 francesi, la metà dei quali appartenenti alla Garde nationale mobile, si piazzò al monte Valérien per avanzare contro le posizioni tedesche attestate tra Bougival e Saint-Cloud, delineando così un fronte lungo 4 km nel quale tre mesi prima il generale francese Auguste Ducrot subì una sconfitta. Il loro piano era quello di attaccare contemporaneamente in tre direzioni: a sinistra Joseph Vinoy avrebbe dovuto assalire le alture di Montretout proprio davanti Saint-Cloud; Carey de Bellemare si sarebbe occupato delle postazioni tedesche al parco di Buzenval e al crinale La Bergerie; infine alla destra era compito di Ducrot (che rifiutò di prendere parte alla pianificazione dell'azione) avanzare e travolgere il nemico.
Le cose si misero subito male per i francesi, con l'artiglieria prussiana che martellò senza sosta le loro postazioni. In particolare, dalle alture di Garches i prussiani riuscirono ad inibire tutti gli attacchi condotti da Ducrot, complice anche il fatto che molti francesi, affamati a causa del lungo assedio, abbandonarono le armi per saccheggiare un campo di rifornimento catturato. Saint-Cloud venne presa, ma il venire meno di Ducrot costrinse tutto lo schieramento francese a ripiegare in disordine a Parigi.